# Lonicera carnosifolia
Lonicera carnosifolia là một loài thực vật có hoa trong họ Kim ngân. Loài này được C.Y. Wu mô tả khoa học đầu tiên năm 1979.